# 捏烈秃
捏烈秃（?—?），元朝大臣，畏兀儿人，剌真之孙，察乃第六子，元惠宗时中书平章政事。
捏烈秃是中书参知政事撒马笃的兄长，撒马笃行九，捏烈秃行六。至正二十五年（1365年）八月壬子，捏烈秃与洪宝宝、帖古思不花入朝同时担任中书省平章政事。捏烈秃官至宫傅。